# Sarajevski Ozren
Ozren (Sarajevski Ozren) je planina u BiH.

## Položaj
Smještene je sjeveroistočno od grada Sarajeva. Upravno pripada Gradu Sarajevu. Najviši vrh planine je na 1534 m, Bukovik. Drugi vrh po visini je Crepoljsko na 1524 metra.
Karakterizira ju prelijepi krajolik i mješovita šuma i crnogorična (četinarska) šuma. Obiluje vodotocima i izvorištima čiste vode. Planina je prostrana i brježuljkasta. Proljeti je zastrta cvjetnim pokrovom zbog čega je stanovnicima Sarajeva omiljeno izletište. Premrežena mnogim dobro uređenim planinarskim stazama. Staze su i za šetnju i za brdski biciklizam. Dostupačna iz dva pravca: iz Sarajeva pravcem iz Srednjeg, do planinarskog doma Ozren (1310 m) asfaltiranim putem i nešto malo makadamom, ukupno oko 45 km. Drugi pravac, koju više vole planinari i ljubitelji prirode, iz Sarajeva i iz pravca Vučije Luke. Put je kraći, oko 24 i vodi kroz Hrešu, Drljevac, Vučiju Luku i Doline. Otamo se pješači dva sata laganog hoda do planinarskomg doma Ozren. Blizu sela Vučija Luka je planinska koliba Vukov konak. Iz PD Ozren vidi se Romanija, Nišićka visoravan te putevi za Mokro, Sumbulovac i Pale.
U govoru se za odlazak na Ozren obično kaže odlazak na Bukovik. Podno vrha Bukovika je planinarski dom gdje je moguće dobiti hranu i piće te u nekoliko objekata uz stazu. Krajobrazom dominira niži vrh, Crepoljsko od 1522 metra nadmorske visine.

## Znamenitosti
- Vodopad Skakavac, spomenik prirode.[3]

## Vanjske poveznice
- Planinarenje.ba Sarajevski Ozren